# Francisco Pessoa de Queirós
Francisco Pessoa de Queirós, conhecido como F. Pessoa de Queiroz (Umbuzeiro, 7 de novembro de 1890 — Recife, 7 de dezembro de 1980), foi um empresário, advogado, diplomata e político brasileiro.

## Biografia
Francisco Pessoa de Queirós nasceu em Umbuzeiro, Paraíba, em 7 de novembro de 1890. Embora fizesse parte de uma tradicional família da região, seus pais João Vicente Queiroz e Mirandolina Lucena Pessoa de Queiroz eram de um ramo pobre, que vivia da agricultura. Enviado a Recife, foi educado pelos seus padrinhos até a graduação em 1911, na Faculdade de Direito do Recife, e no ano seguinte, especializou-se em direito internacional público pela Universidade de Paris.
Após a formatura, mudou-se para o Rio de Janeiro, onde foi admitido como diplomata pelo Ministério das Relações Exteriores, atuando nos corpos diplomáticos de Londres e Buenos Aires. Voltando ao Rio, tornou-se assessor especial do seu tio, o então senador Epitácio Pessoa, que foi eleito presidente da república em 1919. Nesta época, Queirós também tentou concorrer a deputado federal por Pernambuco com o apoio dos irmãos João e José de Pessoa de Queirós, para dar suporte a candidatura do seu tio, mas devido a pressões das autoridades locais, lideradas pelo governador Manoel Borba, desiste da candidatura.
Retornando à diplomacia, integrou o gabinete do chanceler Domício da Gama em Bucareste, e participou da Conferência de Paz de Paris. Em 1921, assumiu a direção do Jornal do Commercio,, fundado pelos seus irmãos, e a partir dele, iniciou o Sistema Jornal do Commercio de Comunicação, que viria a ser um dos maiores grupos de comunicação do país. No mesmo ano, foi eleito deputado federal, cargo que exerceu por quatro legislaturas seguidas, até 1930. Representou o Congresso Brasileiro na Conferência Internacional em Bruxelas (1925), em Roma (1927), no Rio de Janeiro e em Paris (1928), como membro da Comissão de Diplomacia e Tratados.
Na eleição presidencial de 1930, Queirós apoiou a candidatura de Júlio Prestes e fez forte oposição a Getúlio Vargas e ao seu primo João Pessoa na páginas do seu jornal. Após a Revolução de 1930, foi deposto e exilado na França durante dois anos, e com a perseguição política, sofreu prejuízos materiais quando sua residência foi incendiada e o Jornal do Commercio foi empastelado, ficando fora de circulação até 1934.
Em 1946, expandiu seus negócios na comunicação com a criação do Diário da Noite, e em 1948, inaugurou a Rádio Jornal do Commercio, na época a emissora de rádio mais potente do Brasil. Em 1960, inaugurou a TV Jornal do Commercio, primeira a emitir sinal de televisão em Pernambuco e uma das mais antigas emissoras do Nordeste.
Em 1962, retornou à vida pública, elegendo-se senador pela UDN, cargo que exerceu de 1963 a 1971. Após deixar novamente a política, passou a cuidar apenas dos seus negócios na comunicação, que em seus últimos anos de vida, entraram em profunda decadência e crise financeira.
Francisco Pessoa de Queirós morreu em 7 de dezembro de 1980, exatamente um mês após completar 90 anos de idade. Seu sepultamento foi realizado no dia seguinte, no Cemitério de Santo Amaro.

## Vida pessoal
Francisco foi casado com Maria Leontina Jouvin de Queirós, popularmente conhecida como Dona Lotinha, de 1924 até a sua morte em 1980. O casal teve como filhos Paulo Pessoa de Queirós e Elza Pessoa de Queirós.